# (500) Days of Summer
(500) Days of Summer är en amerikansk romantisk film från 2009 med Joseph Gordon-Levitt och Zooey Deschanel.

## Handling
Gratulationskortsmakaren Tom Hansen (Joseph Gordon-Levitt) möter Summer Finn (Zooey Deschanel), den nya assistenten till Toms chef. De inser att de delar en förkärlek till samma typ av populärkultur, och Tom är övertygad om att Summer är hans livs kärlek.  De börjar dejta, men Summer redogör tidigt att hon njuter av att vara självständig och inte vill ha ett förhållande.
Förhållanden bara trasslar till folks känslor, säger hon. De fortsätter dock att träffas och Tom blir mer och mer förälskad i Summer.
En dag gör hon plötsligt slut och Tom förstår inte vad som händer. Så han tänker tillbaka på olika perioder med henne från och med dagen de träffades. 
Summer byter arbetsplats och försvinner ur hans närvaro, och dagarna går och han kan inte glömma henne.

## Rollista

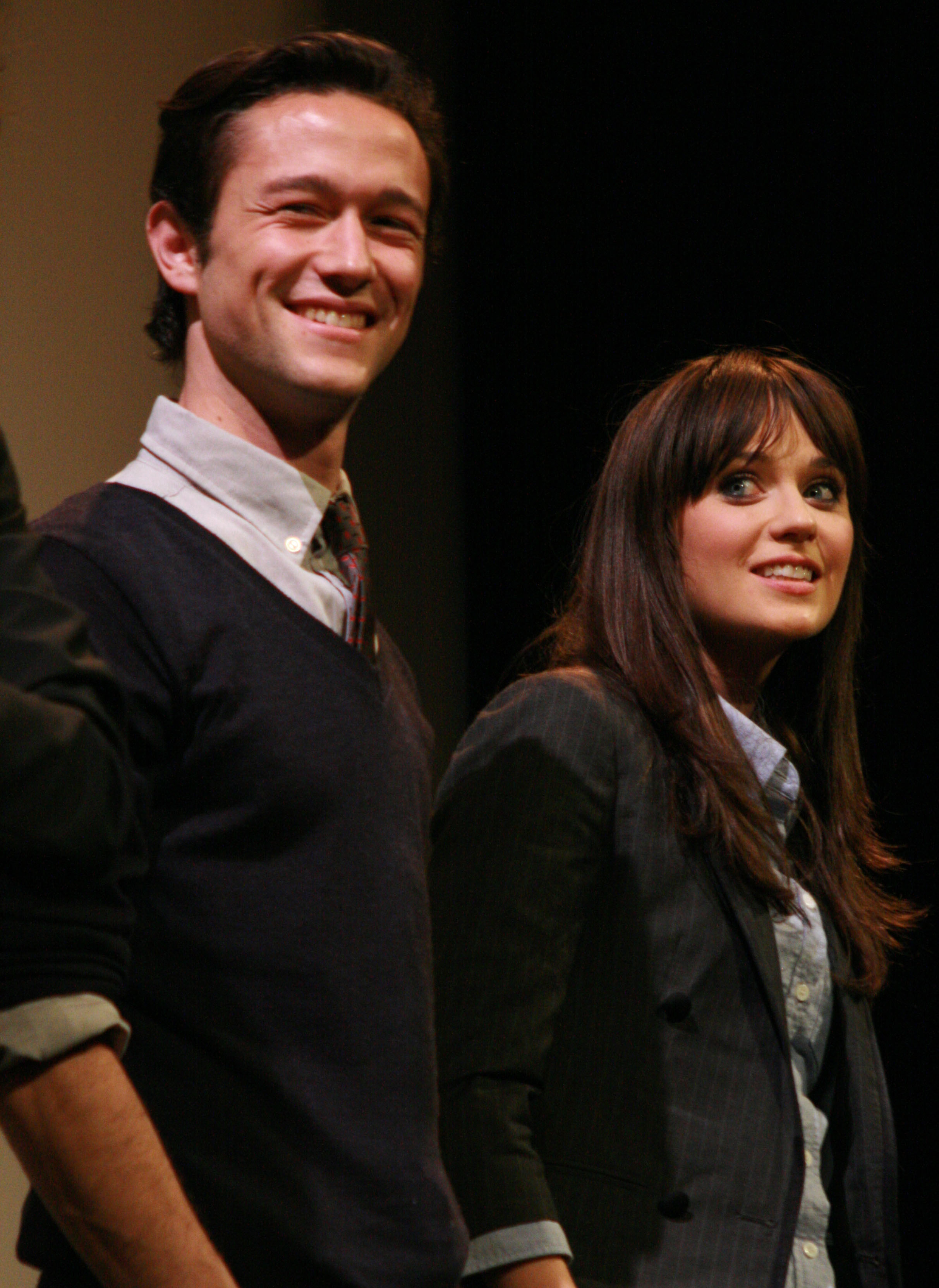
Joseph Gordon-Levitt och Zooey Deschanel vid premiären av filmen, mars 2009

| Joseph Gordon-Levitt | – Tom      |
| Zooey Deschanel      | – Summer   |
| Geoffrey Arend       | – McKenzie |
| Chloë Grace Moretz   | – Rachel   |
| Matthew Gray Gubler  | – Paul     |
| Clark Gregg          | – Vance    |
| Patricia Belcher     | – Millie   |
| Rachel Boston        | – Alison   |

## Tagline
This is not a love story. This's a story about love.

## Soundtrack
1. "A Story of Boy Meets Girl" – (Mychael Danna and Rob Simonsen)
2. "Us" – (Regina Spektor)
3. "There Is a Light That Never Goes Out" – (The Smiths)
4. "Bad Kids" – (Black Lips)
5. "Please, Please, Please Let Me Get What I Want" – (The Smiths)
6. "There Goes the Fear" – (Doves)
7. "You Make My Dreams" – (Hall & Oates)
8. "Sweet Disposition" – (The Temper Trap)
9. "Quelqu'un m'a dit" – (Carla Bruni)
10. "Mushaboom" – (Feist)
11. "Hero" – (Regina Spektor)
12. "Bookends" – (Simon & Garfunkel)
13. "Vagabond" – (Wolfmother)
14. "She's Got You High" – (Mumm-Ra)
15. "Here Comes Your Man" – (Meaghan Smith)
16. "Please, Please, Please Let Me Get What I Want" – (She & Him)

Bonuslåtar
1. "Here Comes Your Man" – (Joseph Gordon-Levitt)
2. "Sugar Town" – (Zooey Deschanel)
3. "At Last" – (Kevin Michael)
4. "The Infinite Pet" – (Spoon)